# Степанков Костянтин Костянтинович
Костянтин Костянтинович Степанков (11 лютого 1962 — 1 липня 2012) — український і радянський кіноактор і режисер. Син Костянтина Степанкова та Ади Роговцевої.

## Біографія
Костянтин Степанков народився 1962 року в акторській родині майбутніх народних артистів СРСР Ади Роговцевої і Костянтина Степанкова. Навчаючись у школі, зіграв у кількох фільмах.
Закінчив Київський інститут театрального мистецтва ім. В. Карпенка-Карого, після якого працював режисером. Пізніше працював у Міжнародній академії екології. Брав участь у ліквідації наслідків аварії на Чорнобильській АЕС, після цього зняв на цю тему фільм.
Помер 1 липня 2012 року від онкологічного захворювання. Похований у селі Жереб'ятин Бориспільського району Київської області поруч із батьком.

### Родина
- Батько — актор Костянтин Петрович Степанков (Волощук) (1928—2004), народний артист СРСР.
- Мати — актриса Ада Миколаївна Роговцева (нар. 1937), народна артистка СРСР.
- Сестра — актриса Катерина Степанкова (нар. 1972).
- Дружина — балетмейстер Ольга Семешкіна
- Дочка — Дарія Степанкова.

## Фільмографія

### Актор
1. 1973 — Дід лівого крайнього — Костя Бесараб
2. 1974 — Лицар Вася
3. 1975 — Хвилі Чорного моря — Женя Черноіваненко, син Терентія, друг Павлика
4. 1977 — Солдатки
5. 1979 — Забудьте слово «смерть» — син Кікотя
6. 1983 — Легенда про княгиню Ольгу — гридень

### Режисер
1. 1989 — Вихід
2. 1993 — Дякую!.. (Україна; бенефіс Ади Роговцевої)